# Madang
Madang (antiguo nombre alemán: Friedrich-Wilhelmshafen) es la capital de la Provincia de Madang y una ciudad con una población de 29.339 en el censo de 2013, situada en la costa norte de Papúa Nueva Guinea. Fue fundada como ciudad por primera vez por Alemania en el siglo XIX. Madang es la sede de la Divine Word University, que acepta alumnos residentes e internacionales.
La industria y la agricultura crecen constantemente en importancia, sobre todo la exportación a tierras lejanas. Existen extensas plantaciones de palmera de coco en la costa y se cultiva cardamomo. La plantación de Kilili es la segunda más grande de las doce plantaciones de la isla de Karkar con más de mil palmas de coco y cacao. El 70% del cacao y el 50% de la copra producida en la provincia de Madang provienen de Karkar. En la provincia de Madang se hablan 173 lenguas regionales, algunas de ellas muy diferentes de las otras.

## Clima
| Parámetros climáticos promedio de Madang        | Parámetros climáticos promedio de Madang | Parámetros climáticos promedio de Madang | Parámetros climáticos promedio de Madang | Parámetros climáticos promedio de Madang | Parámetros climáticos promedio de Madang | Parámetros climáticos promedio de Madang | Parámetros climáticos promedio de Madang | Parámetros climáticos promedio de Madang | Parámetros climáticos promedio de Madang | Parámetros climáticos promedio de Madang | Parámetros climáticos promedio de Madang | Parámetros climáticos promedio de Madang | Parámetros climáticos promedio de Madang |
| Mes                                             | Ene.                                     | Feb.                                     | Mar.                                     | Abr.                                     | May.                                     | Jun.                                     | Jul.                                     | Ago.                                     | Sep.                                     | Oct.                                     | Nov.                                     | Dic.                                     | Anual                                    |
| ----------------------------------------------- | ---------------------------------------- | ---------------------------------------- | ---------------------------------------- | ---------------------------------------- | ---------------------------------------- | ---------------------------------------- | ---------------------------------------- | ---------------------------------------- | ---------------------------------------- | ---------------------------------------- | ---------------------------------------- | ---------------------------------------- | ---------------------------------------- |
| Temp. máx. abs. (°C)                            | 33.2                                     | 33.3                                     | 33.3                                     | 33.7                                     | 32.2                                     | 32.2                                     | 31.5                                     | 31.7                                     | 33.4                                     | 31.7                                     | 32.5                                     | 33.6                                     | 33.7                                     |
| Temp. máx. media (°C)                           | 30.8                                     | 30.6                                     | 30.6                                     | 30.6                                     | 30.7                                     | 30.4                                     | 30.2                                     | 30.2                                     | 30.5                                     | 30.9                                     | 31.2                                     | 30.9                                     | 30.6                                     |
| Temp. mín. media (°C)                           | 23.9                                     | 23.8                                     | 23.9                                     | 23.8                                     | 23.9                                     | 23.7                                     | 23.4                                     | 23.7                                     | 23.6                                     | 23.8                                     | 23.9                                     | 23.9                                     | 23.8                                     |
| Temp. mín. abs. (°C)                            | 21.0                                     | 20.7                                     | 20.8                                     | 21.1                                     | 20.1                                     | 19.9                                     | 20.0                                     | 18.9                                     | 20.8                                     | 20.3                                     | 20.0                                     | 19.4                                     | 18.9                                     |
| Lluvias (mm)                                    | 343.8                                    | 292.0                                    | 329.8                                    | 389.4                                    | 343.4                                    | 186.4                                    | 144.2                                    | 93.8                                     | 82.6                                     | 239.2                                    | 280.2                                    | 382.0                                    | 3106.8                                   |
| Días de lluvias (≥ 1 mm)                        | 23                                       | 21                                       | 23                                       | 23                                       | 21                                       | 18                                       | 15                                       | 12                                       | 11                                       | 15                                       | 19                                       | 23                                       | 224                                      |
| Horas de sol                                    | 160                                      | 140                                      | 144                                      | 162                                      | 193                                      | 195                                      | 198                                      | 210                                      | 227                                      | 210                                      | 185                                      | 160                                      | 2184                                     |
| Humedad relativa (%)                            | 85                                       | 85                                       | 85                                       | 85                                       | 85                                       | 84                                       | 84                                       | 82                                       | 83                                       | 83                                       | 84                                       | 84                                       | 84                                       |
| Fuente n.º 1: World Meteorological Organisation |                                          |                                          |                                          |                                          |                                          |                                          |                                          |                                          |                                          |                                          |                                          |                                          |                                          |
| Fuente n.º 2: Deutscher Wetterdienst            |                                          |                                          |                                          |                                          |                                          |                                          |                                          |                                          |                                          |                                          |                                          |                                          |                                          |